# Sårvatj (Jokkmokks socken, Lappland, 739214-166736)
Sårvatj är en sjö i Jokkmokks kommun i Lappland och ingår i Luleälvens huvudavrinningsområde. Sjön har en area på 0,562 kvadratkilometer och ligger 287 meter över havet.

## Delavrinningsområde
Sårvatj ingår i det delavrinningsområde (739048-166696) som SMHI kallar för Mynnar i Appokälven. Medelhöjden är 336 meter över havet och ytan är 21,94 kvadratkilometer. Det finns inga avrinningsområden uppströms utan avrinningsområdet är högsta punkten. Vattendraget som avvattnar avrinningsområdet har biflödesordning 4, vilket innebär att vattnet flödar genom totalt 4 vattendrag innan det når havet efter 206 kilometer. Avrinningsområdet består mestadels av skog (77 procent) och sankmarker (16 procent). Avrinningsområdet har 1,17 kvadratkilometer vattenytor vilket ger det en sjöprocent på 5,3 procent.